# Extranet
Uma extranet é uma rede de computadores que permite acesso externo controlado, para negócios específicos ou propósitos educacionais. Em um contexto de business-to-business, uma extranet pode ser vista como uma extensão de uma intranet da organização que é estendida para usuários externos à organização, geralmente parceiros, vendedores e fornecedores, em isolamento de todos os outros usuários da Internet. Em contraste, os modelos business-to-consumer envolvem servidores conhecidos de uma ou mais empresas, comunicando-se com usuários consumidores previamente desconhecidos. Uma extranet é semelhante a uma DMZ (DeMilitarized Zone ou zona desmilitarizada) em que ela fornece acesso a serviços requeridos para canais de parceiros, sem concessão de acesso a uma rede inteira da empresa.
Tomado o termo em seu sentido mais amplo, o conceito confunde-se com Intranet. Uma Extranet também pode ser vista como uma parte da empresa que é estendida a usuários externos ("rede extra-empresa"), mas com visões parciais dos seus dados corporativos, para por exemplo: representantes, fornecedores e clientes. Outro uso comum do termo Extranet ocorre na designação da "parte privada" de um site, onde somente "usuários registrados" podem navegar, previamente autenticados por sua senha (login).

## Empresa estendida
O acesso à intranet de uma empresa através de um Portal (internet) estabelecido na web de forma que pessoas e funcionários de uma empresa consigam ter acesso à intranet através de redes externas ao ambiente da empresa.
Uma extranet é uma intranet que pode ser acessada via Web, mas com restrições de segurança aos seus dados corporativos, por clientes ou outros usuários autorizados. Uma intranet é uma rede restrita à empresa que utiliza as mesmas tecnologias presentes na Internet, como e-mail, páginas Web, servidor FTP etc.
A ideia de uma extranet é melhorar a comunicação empresarial entre parceiros no intuito de acumular uma base de conhecimento que possa ajudar o relacionamento comercial e a criar novas soluções corporativas.
Exemplificando uma rede de conexões privadas, baseada na Internet, utilizada entre departamentos de uma empresa ou parceiros externos, na cadeia de abastecimento, trocando informações sobre compras, vendas, fabricação, distribuição, contabilidade entre outros.

## Vantagens Empresariais
Facilidade de acesso
Facilidade de acesso à informação em qualquer lugar e a qualquer hora. Qualquer colaborador que necessite de aceder à informação sobre uma das divisões empresariais terá apenas de aceder ao sistema, por meio de uma Intranet, pois este apresenta as informações de todas as unidades permitindo assim um ganho ao nível de rapidez de acesso, não sendo necessário solicitar o envio de informações por exemplo por email ou em último caso por correio. Por outro lado, fornecedores e clientes podem ter acesso restrito a informações corporativas, que poderá ser consultada de forma rápida a qualquer hora, por meio de uma Extranet.
Colaboração
Com a facilidade de acesso em tempo real ao sistema, facilmente duas pessoas em posições geográficas diferentes poderão trabalhar sobre a mesma informação. Desta forma poderá existir um trabalho mais próximo entre os diferentes players empresariais, quebrando a barreira da localização para trabalhar em equipe.
Integração da informação
Um dos problemas que pode ser levantado com a divisão geográfica da empresa refere-se com a dificuldade em integrar em tempo real as informações de todas as divisões. Como manter um inventário actualizado ao segundo sem a existência de um sistema que integre todos os inventários ao mesmo tempo? Esta questão será ultrapassada com a integração dos sistemas de cada divisão num só, passando a existir apenas um que englobe toda a informação. Desta forma toda a informação gerencial estará disponível e actualizada ao segundo permitindo um maior acompanhamento por parte de quem analisa os documentos tanto internamente por meio de uma Intranet, ou através de parceiros alimentado-se uma Extranet.
Redução de transação de informação
Normalmente quanto maior o número de pessoas por quem a informação circula maior será o risco de erro na informação final. Assim com a existência de um sistema acessível de qualquer parte não é necessário existir interlocutores de dados, havendo uma maior certeza nos documentos processados. Basta considerar que tendo acesso direto o solicitador pesquisa exactamente o que pretende não existindo falhas de compreensão no que é pretendido. Por outro lado caso seja necessário processamento da informação a apresentar o risco de erro ainda se torna superior. Se em vez de haver uma pessoa a produzir um mapa de vendas este for extraído diretamente do sistema será menos uma pessoa a processar a informação, logo menor risco de erro.
Custos com serviços
Com a existência de um sistema de processamento geral as empresas poderão efectuar uma poupança ao nível de recursos humanos. Ao invés de apresentarem um departamento contabilístico por cada uma das divisões da multinacional poderão ter apenas um que processe as informações de todos os outros. Desta forma a multinacional apresentaria colaboradores em cada divisão menos especializados apenas fará emitir documentos e lançar documentos de fornecedores. Estes seriam analisados e processados no serviço central. Assim a multinacional poderia não só apresentar uma diminuição ao nível do número de colaboradores como localizar esta divisão numa região com mão-de-obra mais barata.
Controle de acesso à informação
A informação de uma empresa é um dos seus principais ativos devendo ser protegido contra acessos indevidos. Com a disponibilização da informação em rede todos os acessos ficam registados sendo possível saber quem, quando e de onde foi efetuado o acesso à informação (normalmente através do endereço IP). Assim qualquer documento contabilístico pode ser rastreado de forma a saber quem o produziu ou alterou permitindo um maior acompanhamento e controle dos documentos emitidos.